# Первобытная культура (монография)
Первобы́тная культу́ра: Иссле́дования разви́тия мифоло́гии, филосо́фии, рели́гии, языка́, иску́сства и обы́чаев (англ. Primitive culture: researches into the development of mythology, philosophy, religion, language, art, and custom) — философско-антропологическое сочинение Эдуарда Тайлора, написанное в 1871 году. В данной работе народам, которые прежде считались дикарями, впервые приписывается культура. Тайлор склонен к отождествлению понятий культура и цивилизация. Он также вводит понятия анимизм (которое он считал синонимом слова спиритуализм — вера в духов) и «пережитки».
Её первое русское издание появилось уже в 1872 г., второе — в 1896—1897 гг. Царская цензура изъяла из книги все то, что выглядело как кощунство по отношению к христианскому вероучению.
В советское время, в 1939 г., появилось еще одно русское издание книги под редакцией, с предисловием и примечаниями В. К. Никольского.
На русский язык книга переведена и опубликована в «Издательстве политической литературы» в 1989 г. с предисловием и комментариями профессора А. И. Першица. Переводчик — Д. А. Коропчевский.